# Bolitophila connectans
Bolitophila connectans är en tvåvingeart som beskrevs av Garrett 1925. Bolitophila connectans ingår i släktet Bolitophila och familjen smalbensmyggor.
Artens utbredningsområde är British Columbia. Inga underarter finns listade i Catalogue of Life.